# Purpurkopfkolibri
Der Purpurkopfkolibri (Oreotrochilus chimborazo),  oder Ecuador-Andenkolibri manchmal auch Chimborazo-Kolibri ist eine Vogelart aus der Familie der Kolibris (Trochilidae). Die Art hat ein großes Verbreitungsgebiet, das etwa 20.000 Quadratkilometer in den südamerikanischen Ländern Kolumbien und Ecuador umfasst. Der Bestand wird von der IUCN als „nicht gefährdet“ (least concern) eingeschätzt.

## Merkmale
Der Purpurkopfkolibri erreicht eine Körperlänge von etwa 11,5 Zentimetern. Der schwarze, leicht gebogene Schnabel wird etwa 20 Millimeter lang. Das Männchen ist überwiegend olivgrün. Dabei hat es einen violetten Kopf, der an der Brust einen schwarzen Streifen aufweist. Die Unterseite ist weiß mit ungeordneten schwarzen Streifen in der Mitte. Diese reichen herunter bis zum Bauch. Der Schwanz ist überwiegend weiß. Nur die mittleren Steuerfedern glänzen blaugrün. Die Außenfedern sind etwas dunkler. Am Chimborazo ist die Unterart sehr ähnlich, doch ist der untere Teil der Kehle glitzernd grün. Das Weibchen ist etwas matter. Die Oberseite ist dunkel olivgrün. Postokular (hinter den Augen) findet sich ein weißer Fleck. Der Hals ist weiß mit grünen Sprenkeln. Der Rest der Unterseite ist blassgrau bis hellgelb, der Schwanz strahlt blaugrün. Nur die Außenfedern sind deutlich weiß gepunktet.

## Habitat
Der Purpurkopfkolibri ist trotz seines offenen Habitats erstaunlich unauffällig. Häufig sieht man ihn nur im flotten Flug, und er ist schon wieder weg, bevor man ihn lokalisieren kann. Er ruht in Löchern und Spalten von Böschungen. Sonst sitzt er gerne auf Felsen sowie auf Gestrüpp.

## Verhalten
Sein Futter holt sich der Purpurkopfkolibri vorzugsweise an den orangefarbenen Blüten der Chuquiragua-Pflanze aus der Familie der Korbblütler.

## Unterarten

Verbreitungsgebiet des Purpurkopfkolibris

Bisher sind drei Unterarten bekannt:
- Oreotrochilus chimborazo chimborazo (Delattre & Bourcier, 1846)[3]
- Oreotrochilus chimborazo jamesonii Jardine, 1849[4]
- Oreotrochilus chimborazo soderstromi Lonnberg & Rendahl, 1922[5][6]

Die Nominatform o. c. chimborazo kommt am Vulkan Chimborazo und möglicherweise auch in der Provinz Azuay vor. Die Subspezies  o. c. soderstromi, nur von einem Fund am Quilotoa bekannt, ist umstritten. Möglicherweise handelt es sich um Intergradation. Die am weitesten verbreitete Unterart o. c. jamesonii ist in den Bergen des äußersten Südens Kolumbiens und Nordens Ecuadors beheimatet. Man sieht sie unter anderem am Cotacachi, am Pichincha, am Illiniza, am Antisana und am Cotopaxi.

## Etymologie und Forschungsgeschichte
Adolphe Delattre und Jules Bourcier beschrieben den Purpurkopfkolibri unter dem Namen Trochilus Chimborazo. Das Typusexemplar stammte aus der Sammlung von Edward Wilson (1808–1888), dem Bruder von Thomas Bellerby Wilson (1807–1865), und wurde am Vulkan Chimborazo gesammelt. Erst später wurde die Art der Gattung Oreotrochilus zugeordnet.  Der Name leitet sich aus den griechischen Wörtern ὄρος, ὄρεος óros, óreos für „Berg“ und τροχίλος trochílos für „Kiebitz, Zaunkönig, (neugriechisch: Kolibri)“ ab. Der Begriff Trochilus, den Linnaeus 1758 für eine neue Gattung verwendete, ist historisch etwas problematisch. Dieser Begriff wurde bereits von Aristoteles für einen Vogel, der den Mund eines Krokodils aufsucht, ohne von diesem verletzt oder gar gefressen zu werden verwendet. Étienne Geoffroy Saint-Hilaire vermutete, dass Aristoteles damit den Krokodilwächter (Pluvianus aegyptius) beschrieb. Trotzdem hat sich unter den Wissenschaftlern eingebürgert, diesen Begriff im Zusammenhang mit Kolibris zu verwenden. Das Wort chimborazo bezieht sich auf den ursprünglichen Sammelort, den Vulkan Chimborazo. Das Wort jamesonii ist eine Widmung für William Jameson (1796–1873), ein schottischer Botaniker und Zoologe, der rund um Quito sammelte und William Jardine eine Kiste mit Bälgen zukommen ließ. Mit soderstromi wurde der schwedischen Generalkonsul in Quito Ludovic Söderström (1843–1927) geehrt.